# 이스라엘의 국기
이스라엘의 국기는 1948년 10월 28일에 제정되었다. 하얀색 바탕 위아래에는 파란색 가로 줄무늬가 그려져 있으며, 파란색 가로 줄무늬에는 파란색 다윗의 별이 그려져 있다.
이스라엘의 국기는 시온주의자 운동이 1891년에 디자인한 기를 바탕으로 하고 있는데, 이는 유대인이 기도할 때 덮어 쓰는 숄인 탈리트를 암시하는 것으로 추정된다.

## 색상
| 색상 | 하양                  | 파랑               |
| ---- | --------------------- | ------------------ |
| RGB  | 255–255–255 (#FFFFFF) | 0–56–184 (#0038B8) |

## 여러 가지 기

상선기
해군기
공군기
국방군기
대통령기
대통령기 (해상)
총리기

## 과거의 기

예루살렘 왕국의 국기 1099년-1291년
영국 위임통치령 팔레스타인의 국기 (1927-1948년)
1948년 처음 제정 당시의 기

## 같이 보기
- 북키프로스의 국기